# Clément X
Emilio Altieri, né à Rome le 13 juillet 1590, est le 239e pape de l’Église catholique sous le nom de Clément X (en latin Clemens X, en italien Clemente X) du 29 avril 1670 au 22 juillet 1676.

## Biographie

### Jeunesse et famille
Emilio Bonaventura Altieri est né à Rome en 1590, fils de Lorenzo Altieri (à ne pas confondre avec le cardinal Lorenzo Altieri) et Vittoria Dolfin, noble vénitienne, sœur de Flaminio Dolfin, le commandant général des Armées pontificales, et de Gentile Dolfin, évêque de Camerino. Son frère Giambattista Altieri est né en 1598. La famille Altieri appartenait à l'ancienne noblesse romaine et avait joui de la plus haute considération à Rome pendant plusieurs siècles; elle avait parfois contracté des alliances avec les Colonna et les Orsini mais aussi les Favaro. Lors des précédents pontificats, les Altieri avait été chargés de plusieurs missions délicates.

### Carrière ecclésiastique
Emilio Altieri obtient un doctorat en droit in utroque jure de l'université romaine en 1611. Après avoir terminé ses études, il est nommé auditeur de Giovanni Battista Lancellotti en 1623 dans la nonciature de Pologne. Il est ordonné prêtre le 6 avril 1624. À son retour à Rome, il est nommé évêque de Camerino en 1627 et est consacré le 30 novembre de la même année par Scipione Caffarelli-Borghese avec comme co-consécrateurs Giambattista Altieri et Giovanni Battista Lancellotti (it) puis est nommé gouverneur de Loreto et de l'ensemble de l'Ombrie.
Le pape Urbain VIII le charge des travaux pour protéger le territoire de Ravenne face aux crues de la rivière Pô.
Le pape Innocent X l'envoie en 1644 comme nonce à Naples, où il reste huit ans. Il contribue au rétablissement de la paix après les jours de révoltes de Masaniello.
Le pape Alexandre VII lui confie une mission en Pologne.
Le pape Clément IX le nomme surintendant des finances de la papauté, puis en 1667 son maestro di camera et secrétaire de la Congrégation des évêques et réguliers jusqu'en 1677. Juste avant sa mort, Clément IX le crée cardinal en novembre 1669. Il avait alors près de soixante-dix-neuf ans. Clément IX faisant de lui un membre du Sacré Collège lui a dit : « Vous serez notre successeur ».
Après les funérailles du pape Clément IX, soixante-deux électeurs participent au conclave à partir du 20 décembre 1669. Quarante-deux voix étaient nécessaires, et en raison de la rivalité entre les Français et Espagnols, une vive discussion a prévalu pendant quatre mois. Le cardinal Giannicolò Conti a reçu vingt-deux voix, le cardinal Giacomo Rospigliosi, neveu du pape, trente, ou, comme certains le disent, trente-trois, avec deux à l'accesso, de sorte qu'il n'avait besoin que de sept voix de plus pour gagner la tiare. Le cardinal Carlo Cerri a obtenu vingt-trois voix.
À la longue n'ayant aucun candidat éminent, les cardinaux sont convenus de recourir à la vieille idée de l'élection d'un cardinal à l'âge avancé, et propose le cardinal Altieri, presque octogénaire, dont la longue vie, avait été passée au service de l'Église catholique, et que Clément IX, à la veille de sa mort, avait élevé à la dignité de la pourpre.

### Pontificat
Le 29 avril 1670, la papauté lui est confiée par cinquante-neuf cardinaux présents à l'élection ; seulement deux ont voté contre lui. Il a cependant contesté son élection en raison de son âge et s'écria : « je suis trop vieux pour supporter un tel fardeau ». Pointant le doigt vers le cardinal Brancaccio, Altieri dit qu'il était le cardinal qu'ils devraient élire. Il a persisté à refuser, en protestant qu'il n'avait plus la force ou la mémoire ; par la suite, c'est avec des larmes qu'il a accepté, et c'est en reconnaissance de son bienfaiteur de dix ans son cadet, qu'il prit le nom de Clément X. Il a été couronné le 11 mai.

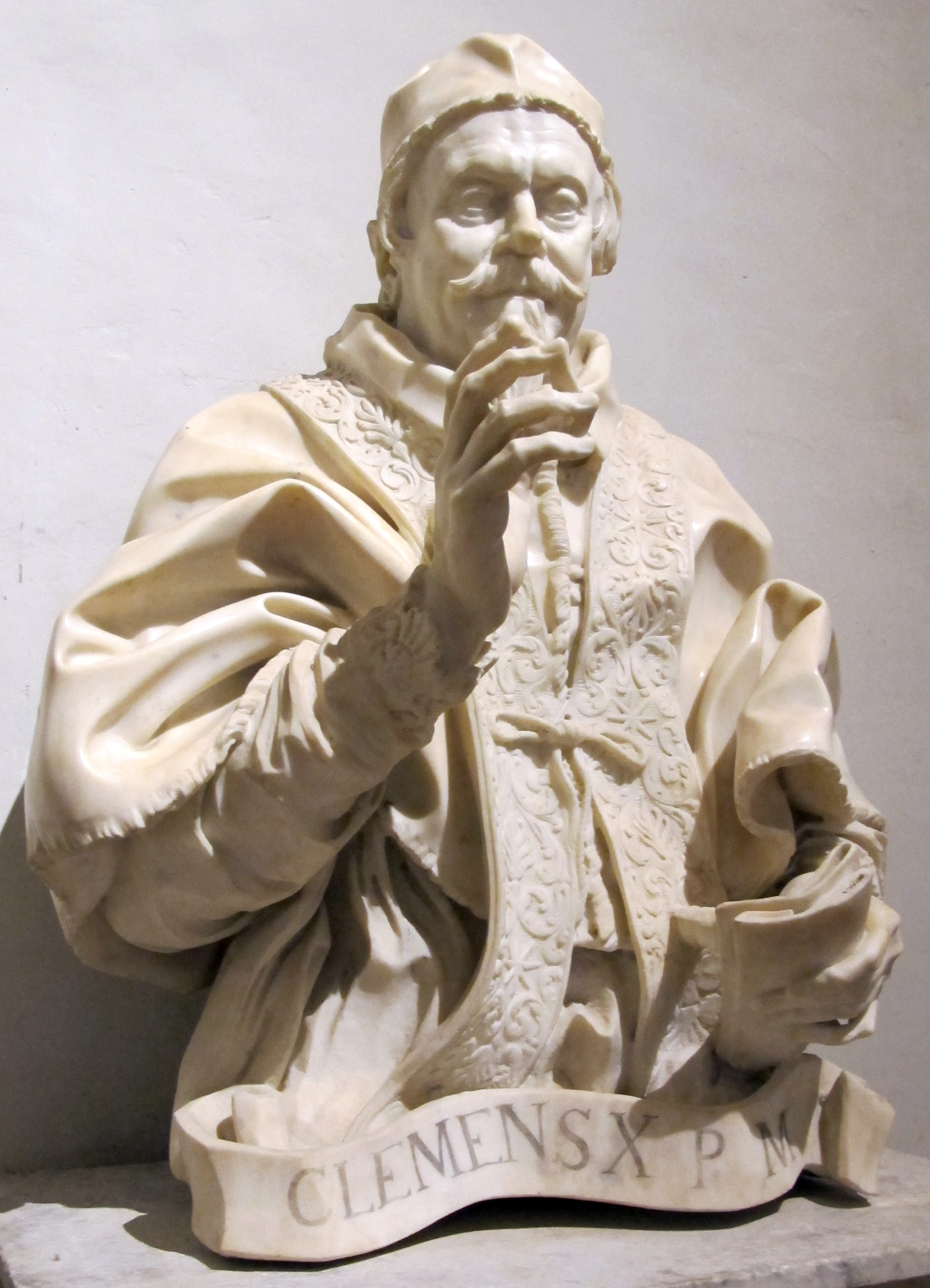
Buste de Clément X par Gian Lorenzo Bernini.

Le 8 juin, Clément X a pris possession de la basilique Saint-Jean-de-Latran. Le 11 juin, il a confirmé aux frères mineurs observants dans la Terre Sainte les privilèges et indulgences accordées à ceux qui visitent les lieux saints, selon le décret des papes Alexandre VII et Clément IX. Dans le même mois, il a accordé aux prélats-clercs de la chambre l'utilisation du bandeau de couleur violette autour de leurs chapeaux. Parfois distrait, il a promis les mêmes faveurs à des personnes différentes et sont venus à compter sur son cardinal-neveu, Paluzzi Altieri.
À l'exception d'un, tous les hommes de la famille Altieri avaient choisi la carrière ecclésiastique. À la suite de son accession à la papauté, afin de sauver le nom Altieri de l'extinction, Clément X a adopté la famille Paoluzzi[Laquelle ?][pas clair] et a proposé que l'un des Paoluzzi épouse Laura Caterina Altieri, la seule héritière de la famille, en échange de quoi, il ferait cardinal l'un des Paoluzzi. Après le mariage, où il officiait, il a nommé son parent par alliance le cardinal Paoluzzi-Altieri, l'oncle du nouveau mari de Laura, pour prendre les fonctions que son âge l'empêchait de faire. L'activité principale consistait à investir l'argent de l'Église, mais progressivement il s'est vu confier la gestion des affaires, à tel point que les Romains disaient du Pape qu'il se réservait les fonctions épiscopales de benedicere et sanctificare, et délaissait en faveur du cardinal-neveu les tâches administratives de regere et gubernare.
En 1671, le pape publie un édit en faveur de la noblesse exerçant le commerce ; il y déclare qu' « un noble peut être un marchand sans perte de sa noblesse, toujours à la condition qu'il ne vende pas au détail ».
En 1676, Gian Lorenzo Bernini sculpte l'une de ses dernières statues, un buste de Clément X.

#### Canonisations et béatifications
Le 4 février 1671, Clément X canonise :
- Fernando III, appelé El Santo (le Saint), roi de Castille (1217-1252) et de Leon (1230-1252).

Le 12 avril 1671, Clément X canonise cinq nouveaux saints :
- Saint Gaétan de Thiene, fondateur des Clercs de la Divine Providence, mieux connu comme les Théatins.
- Saint François de Borgia, quatrième Duc de Gandia, Marquis de Lombay, et vice-roi de Catalogne, né en 1510. Il a pris l'habit des Jésuites en 1547, et devint général et l'un des plus illustres de cet ordre religieux.
- Saint Philippe Benizi, noble florentin, religieux de l'Ordre des Servites de Marie, dont il fut le rénovateur, et non pas, comme cela a été dit par certains, le fondateur. Le pape Léon X l'avait béatifié en 1516.
- Saint Louis Bertrand, Espagnol de la famille de Saint Vincent Ferrer, et dominicain comme lui.
- Sainte Rose de Lima, du tiers ordre de Saint Dominique, né à Lima, au Pérou en 1586. Sainte Rose, béatifiée par Clément IX, a été le premier Américain à être saint des Amériques.

Il a béatifié le pape Pie V, François Solano et Jean de la Croix, tous canonisés par Clément XI et Benoît XIII.
Clément X a béatifié le 24 novembre 1673 les dix-neuf martyrs de Gorcum, qui avaient été faits prisonniers à Gorcum dans les Pays-Bas, et mis à mort de Brielle, le 9 juillet 1572.
Clément X a également déclaré vénérable la célèbre Espagnole mystique Sœur María de Jesús de Ágreda.
Le 13 janvier 1672, Clément X réglemente les formalités à respecter pour retirer les reliques des saints dans les tombes principalement de ne pas le faire sans la permission du cardinal-vicaire et de ne pas les exposer à la vénération des fidèles, à moins qu'elles aient été précédemment examinées par le même cardinal.
Clément X a confirmé les dérogations accordées par le pape Grégoire XIII au Collège allemand à Rome en 1671; puis, le 16 octobre 1672, il ordonna aux élèves de jurer qu'à la fin de leurs études, ils partiraient pour l'Allemagne sans un jour de retard.

#### Affaires étrangères
Clément X, en voyant les résultats du travail apostolique des premiers missionnaires français au Canada, résolut de donner à l'Église locale une organisation indépendante et d'ériger un évêché en Nouvelle France, actuel Québec, l'évêque dépendant directement du Saint-siège. Le premier évêque fut François de Montmorency-Laval en 1674.
En 1673, des ambassadeurs du Grand-Duc de Moscovie, Alexis, arrivent à Rome. Alexis sollicite du Pape le titre de Tsar, qu'il s'était déjà conféré lui-même. Mais le Grand-Duc de Moscovie ne donne pas assez d'assurance de ses intentions catholiques et le Pape ne lui accorde pas cette reconnaissance.
Il intervient en 1674 dans l'élection du roi de Pologne et obtint la nomination de Jean III Sobieski estimé pour sa profonde foi chrétienne et pour avoir combattu les Turcs dans la bataille de Khotin.
Il a travaillé pour préserver la paix en Europe, même s'il était menacé par l'ambition du roi de France Louis XIV sur les questions d'ordre ecclésiastique (la lutte concerne la régale ou les revenus des diocèses et des abbayes vacants, ce qui aboutit à des tensions continues avec la France).

#### Administration locale
Le cardinal-neveu Altieri, qui était à la tête du gouvernement, déterminé à augmenter les revenus, a établi en juin 1675 une nouvelle taxe de trois pour cent sur toutes les marchandises entrant dans la ville, y compris les marchandises pour les cardinaux et les ambassadeurs.
Un autre édit confirme le premier, et ordonne la confiscation sans distinction de tous les biens pour lesquels la nouvelle taxe n'a pas été payée. Les cardinaux se plaignent modérément. Mais les ambassadeurs notamment celui de la France refusent d'appliquer cet édit.
La reine Christine de Suède, qui était devenue catholique et s'installe à Rome en décembre 1655, demande à Clément X d'interdire la coutume de chasser les Juifs pendant le carnaval. En 1686, elle a publié une déclaration édictant que les Juifs romains se tiennent sous sa protection et qu'elle signe la Regina, la reine.

#### Jubilé
En 1675, Clément X a célébré la quinzième Année sainte. Malgré son âge, il a visité les églises, en regrettant que la goutte l'empêche de faire plus de cinq saintes visites. Il est allé une vingtaine de fois à l'hôpital de la Trinité pour laver les pieds des pèlerins, et après la cérémonie leur donner l'aumône. Une piastre en argent a été frappée à l'effigie du Pape pour commémorer l'Année sainte.

#### Autres réalisations
Le pape Clément X fait décorer le pont Saint-Ange avec les dix statues d'anges en marbre de Carrare.
Il fait restaurer l'alimentation des fontaines de la place Saint-Pierre.
Au cours de son pontificat, le palais Altieri dans le centre de Rome a été rénové.
Clément X a nommé Lorenzo Brancati di Lauria à la tête de la bibliothèque du Vatican.

### La mort

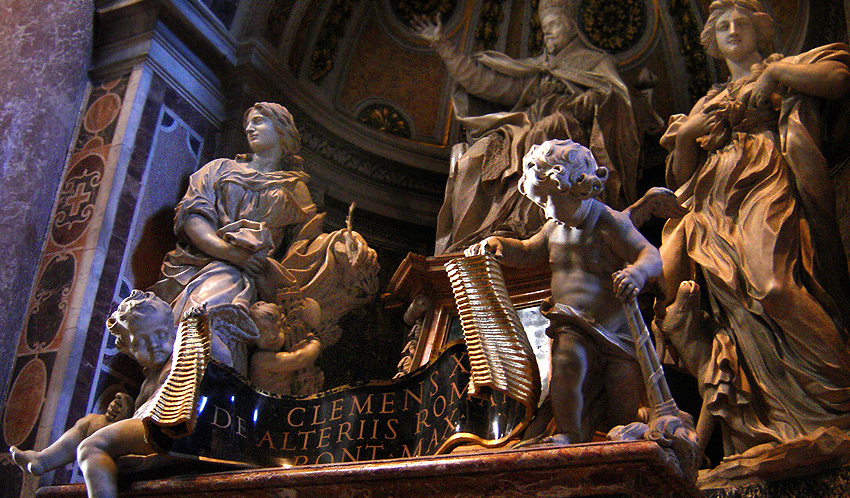
Tombeau de Clément X dans la basilique Saint-Pierre

Le 22 juillet 1676, les affres de la goutte sont devenues si violentes que Clément X en décède. Il a quatre-vingt-six ans, et avait gouverné l'Église pendant six ans, deux mois et vingt-quatre jours. Son tombeau est dans la basilique Saint-Pierre.

## Succession apostolique
Clément X a ordonné les évêques suivants :
- Évêque Giuseppe Lomellini, O.S.B. (1652)